# Elmore Spencer
Elmore Spencer (Atlanta, Georgia; 6 de diciembre de 1969) es un exjugador de baloncesto estadounidense que disputó 5 temporadas en la NBA. Con 2,13 metros de estatura, jugaba en la posición de pívot.

## Trayectoria deportiva

### Universidad
Procedente del Booker T. Washington High School en Atlanta, donde disputó el McDonald's All American en 1989, Spencer jugó al baloncesto universitario en la Universidad de Georgia, en el Connors State Community College y en la Universidad de Nevada, Las Vegas. Con UNLV llegó hasta la Final Four de la NCAA en 1991 tras promediar 6.4 puntos y 4 rebotes durante la temporada regular. Al año siguiente, en su última campaña, Spencer aportó 14.8 puntos y 8.1 rebotes en 28 partidos.

### Profesional
Fue seleccionado en la 25ª posición del Draft de la NBA de 1992 por Los Angeles Clippers, donde jugó en sus tres primeras temporadas en la liga. En su segundo año firmó sus mejores estadísticas con 8,9 puntos, 5,5 rebotes y 1,7 tapones en 76 partidos, 63 de ellos como titular. 
El 19 de septiembre de 1995 fue traspasado a Denver Nuggets a cambio de Brian Williams, siendo cortado tras disputar 6 partidos con el equipo. 
A principios de 1996 fichó como agente libre con Portland Trail Blazers y jugó 11 partidos hasta final de temporada. En la siguiente campaña, con Seattle SuperSonics, solo apareció en un encuentro.
Después de militar en Sioux Falls Skyforce y Fort Wayne Fury de la CBA en los años posteriores, Spencer se retiró del baloncesto. Durante su carrera en la NBA anotó 923 puntos y cogió 555 rebotes en 157 partidos jugados.

## Estadísticas de su carrera en la NBA

### Temporada regular
| Temp.   | Edad | Equipo        | Liga | P   | TIT | MIN  | TC  | TCA | %TC  | 3P  | 3PA | %3P  | TL  | TLA | %TL  | R.OF. | R.DEF. | REB | ASIS | ROB | TAP | PER | FP  | PTS |
| 1992-93 | 23   | L.A. Clippers | NBA  | 44  | 4   | 6.4  | 1.0 | 1.9 | .537 | 0.0 | 0.0 |      | 0.4 | 0.7 | .500 | 0.4   | 1.0    | 1.4 | 0.2  | 0.2 | 0.4 | 0.6 | 1.2 | 2.4 |
| 1993-94 | 24   | L.A. Clippers | NBA  | 76  | 63  | 25.4 | 3.8 | 7.1 | .533 | 0.0 | 0.0 | .000 | 1.3 | 2.1 | .599 | 1.3   | 4.2    | 5.5 | 1.0  | 0.4 | 1.7 | 2.2 | 2.7 | 8.9 |
| 1994-95 | 25   | L.A. Clippers | NBA  | 19  | 8   | 19.4 | 2.7 | 6.2 | .441 | 0.0 | 0.1 | .000 | 1.5 | 2.6 | .560 | 0.6   | 2.8    | 3.4 | 1.3  | 0.7 | 1.2 | 2.5 | 3.3 | 6.9 |
| 1995-96 | 26   | TOTAL         | NBA  | 17  | 0   | 3.4  | 0.3 | 0.8 | .385 | 0.0 | 0.0 |      | 0.2 | 0.4 | .667 | 0.2   | 0.6    | 0.8 | 0.1  | 0.0 | 0.1 | 0.4 | 0.7 | 0.8 |
| 1995-96 | 26   | Denver        | NBA  | 6   | 0   | 3.5  | 0.0 | 0.2 | .000 | 0.0 | 0.0 |      | 0.0 | 0.0 |      | 0.2   | 0.5    | 0.7 | 0.0  | 0.0 | 0.0 | 0.5 | 1.3 | 0.0 |
| 1995-96 | 26   | Portland      | NBA  | 11  | 0   | 3.4  | 0.5 | 1.1 | .417 | 0.0 | 0.0 |      | 0.4 | 0.5 | .667 | 0.2   | 0.6    | 0.8 | 0.1  | 0.0 | 0.2 | 0.3 | 0.4 | 1.3 |
| 1996-97 | 27   | Seattle       | NBA  | 1   | 0   | 5.0  | 0.0 | 1.0 | .000 | 0.0 | 0.0 |      | 0.0 | 0.0 |      | 0.0   | 0.0    | 0.0 | 0.0  | 1.0 | 0.0 | 1.0 | 0.0 | 0.0 |
| Carrera |      |               | NBA  | 157 | 75  | 16.8 | 2.5 | 4.8 | .516 | 0.0 | 0.0 | .000 | 0.9 | 1.6 | .580 | 0.8   | 2.7    | 3.5 | 0.7  | 0.3 | 1.1 | 1.6 | 2.1 | 5.9 |

### Playoffs
| Temp.   | Edad | Equipo        | Liga | P | MIN | TCA | TC | 3PA | 3P | TLA | TL | R.OF. | REB | ASIS | ROB | TAP | PER | FP | PTS | %TC  | %3P | %FT  | MIN | PTS | REB | AST |
| 1992-93 | 23   | L.A. Clippers | NBA  | 2 | 4   | 0   | 2  | 0   | 0  | 0   | 0  | 1     | 1   | 0    | 0   | 0   | 0   | 1  | 0   | .000 |     |      | 2.0 | 0.0 | 0.5 | 0.0 |
| 1995-96 | 26   | Portland      | NBA  | 1 | 1   | 0   | 0  | 0   | 0  | 0   | 2  | 0     | 0   | 0    | 0   | 0   | 0   | 0  | 0   |      |     | .000 | 1.0 | 0.0 | 0.0 | 0.0 |
| Carrera |      |               | NBA  | 3 | 5   | 0   | 2  | 0   | 0  | 0   | 2  | 1     | 1   | 0    | 0   | 0   | 0   | 1  | 0   | .000 |     | .000 | 1.7 | 0.0 | 0.3 | 0.0 |